# 용서받지 못한 자 (2005년 영화)
《용서받지 못한 자》는 한국의 장편 독립영화이다. 윤종빈 감독의 중앙대학교 영화과 졸업작품으로 제작된 작품으로, 2005년 제10회 부산국제영화제 '뉴커런츠' 부문에 초청되어 국제영화평론가협회상, 아시아영화진흥기구상(NETPAC), 부산방송(PSB)관객상을 수상하는 등 커다란 주목을 받았다. 주연배우인 하정우는 이 작품으로 2005년 제25회 한국영화평론가협회상에서 신인남우상을 수상하였다. 또한 2006년에는 제59회 칸국제영화제의 '주목할 만한 시선' 부문에 초청을 받아 출품되었다.
한국의 남성 절반 이상이 겪은 군생활의 기억을 토대로, 폭력과 부조리가 일상화된 부대와 그 부대에서 변해가는 병사들의 일반적인 모습을 그려낸 작품이다.

## 줄거리
중학교 동창인 태정과 승영은 부대에서 선후임으로 만난다. 태정은 군에 적응하지 못하고 불만에 가득 찬 승영을 도와주며 군생활을 계속한다. 승영은 계급이 높아지면 부대 분위기를 바꾸겠다고 말하지만 태정이 전역하자 태도가 돌변해 현실에 타협하는 고참으로 변화한다.

## 캐스팅
- 하정우: 유태정 역
- 서장원: 이승영 역
- 윤종빈: 허지훈 역
- 임현성: 마수동 역
- 한성천: 심대석 역
- 손상범: 손영일 역
- 김성미: 이지혜 역
- 주현우: 고참 1 역
- 박민관: 일직사관 역
- 서정준: 편의점직원 역
- 김병진: K-1아저씨 역
- 이수민: 수현 역

## 군 당국과의 마찰
이 영화의 제작진이 국방부에 촬영 협조를 구할 당시 이야기했던 줄거리와 실제 제작되어 나온 영화가 아주 다른 것 때문에, 국방부 측에서 영화제작진에게 속아서 촬영협조를 해 주게 되었다며 반발하게 되었다. 결국 영화 제작진이 2006년 2월 모 신문에 사과문을 게재하게 되었다.